# Segunda Categoría de Cotopaxi 2020
El Campeonato Provincial de Segunda Categoría de Cotopaxi 2020 fue un torneo de fútbol en Ecuador en el cual compitieron equipos de la Provincia de Cotopaxi. El torneo fue organizado por Asociación de Fútbol Profesional de Cotopaxi (AFPC) y avalado por la Federación Ecuatoriana de Fútbol. El torneo empezó el 30 de agosto de 2020 y finalizó el 14 de octubre de 2020. Participaron 5 clubes de fútbol y entregó dos cupos a los play-offs de la Segunda Categoría 2020 por el ascenso a la Serie B, además el campeón provincial clasificó a la primera fase de la Copa Ecuador 2021. Por efectos de la pandemia de coronavirus en Ecuador el número de equipos participantes se redujo al igual que las fechas de disputa del torneo se modificaron.

## Sistema de campeonato
El sistema determinado por la Asociación de Fútbol Profesional de Cotopaxi fue el siguiente:
- Se jugó una etapa única con los 5 equipos establecidos, todos contra todos ida y vuelta (10 fechas), al final los equipos que terminaron en primer y segundo lugar clasificaron a los dieciseisavos de final de Segunda Categoría Nacional 2020 como campeón y vicecampeón provincial respectivamente.

## Equipos participantes
| Equipos participantes         | Equipos participantes | Equipos participantes                              |
| ----------------------------- | --------------------- | -------------------------------------------------- |
|                               |                       |                                                    |
| Equipo                        | Ciudad                | Estadio                                            |
| Club Atlético Saquisilí       | Saquisilí             | Estadio de la Liga Deportiva Cantonal de Saquisilí |
| Club Deportivo La Unión       | Pujilí                | Estadio Jaime Zumárraga                            |
| Cruzeiro Fútbol Club          | Pujilí                | Estadio Jaime Zumárraga                            |
| Club Atlético Kin             | Latacunga             | Estadio La Cocha                                   |
| Club Deportivo Latacunga City | Latacunga             | Estadio La Cocha                                   |

## Equipos por cantón
| Cantón                                                        | N.º | Equipos                         |
| ------------------------------------------------------------- | --- | ------------------------------- |
| [[Archivo:\|20x20px\|border\|Bandera de Latacunga]] Latacunga | 2   | - Atlético Kin - Latacunga City |
| Pujilí                                                        | 2   | - La Unión - Cruzeiro F. C.     |
| Saquisilí                                                     | 1   | - Atlético Saquisilí            |

## Clasificación
| Pos. | Equipo             | Pts. | PJ | G | E | P | GF | GC | Dif. |  |
| ---- | ------------------ | ---- | -- | - | - | - | -- | -- | ---- |  |
| 1    | Atlético Saquisilí | 19   | 7  | 6 | 1 | 0 | 14 | 5  | +9   |  |
| 2    | La Unión           | 16   | 8  | 5 | 1 | 2 | 15 | 7  | +8   |  |
| 3    | Atlético Kin       | 9    | 7  | 3 | 0 | 4 | 15 | 15 | 0    |  |
| 4    | Cruzeiro F. C.     | 6    | 7  | 2 | 0 | 5 | 11 | 14 | −3   |  |
| 5    | Latacunga City     | 2    | 7  | 0 | 2 | 5 | 4  | 18 | −14  |  |

 Fuente: Aso Cotopaxi
Criterios de clasificación: 1) Puntos; 2) Diferencia de goles; 3) Goles marcados
|  | Campeón y clasificado a los zonales de Segunda Categoría 2020.     |
|  | Vicecampeón y clasificado a los zonales de Segunda Categoría 2020. |

## Evolución de la clasificación
| Equipo / Jornada                                                   | 01 | 02 | 03 | 04 | 05 | 06 | 07 | 08 | 09 | 10 |
| ------------------------------------------------------------------ | -- | -- | -- | -- | -- | -- | -- | -- | -- | -- |
| Atlético Saquisilí                                                 | 1  | 1  | 1  | 1  | 1  | 1  | 1  | 1  | 1  | 1  |
| La Unión                                                           | 2  | 3  | 2  | 2  | 2  | 2  | 2  | 2  | 2  | 2  |
| [[Archivo:\|20x20px\|border\|Bandera de Latacunga]] Atlético Kin   | 4  | 2  | 3  | 4  | 3  | 3  | 3  | 3  | 3  | 3  |
| Cruzeiro F. C.                                                     | 5  | 5  | 5  | 3  | 4  | 4  | 4  | 4  | 4  | 4  |
| [[Archivo:\|20x20px\|border\|Bandera de Latacunga]] Latacunga City | 3  | 4  | 4  | 5  | 5  | 5  | 5  | 5  | 5  | 5  |

## Resultados

### Primera vuelta
| Cruzeiro FC    | 2 - 4        | Atlético Saquisilí | La Cocha     | 30 de agosto | 11:00        |
| Latacunga City | 0 - 0        | La Unión           | La Cocha     | 30 de agosto | 15:00        |
| Libre:         | Atlético Kin | Atlético Kin       | Atlético Kin | Atlético Kin | Atlético Kin |

| Atlético Kin       | 4 - 1       | Latacunga City | La Cocha    | 4 de septiembre | 15:30       |
| Atlético Saquisilí | 1 - 0       | La Unión       | La Cocha    | 5 de septiembre | 15:00       |
| Libre:             | Cruzeiro FC | Cruzeiro FC    | Cruzeiro FC | Cruzeiro FC     | Cruzeiro FC |

| La Unión     | 3 - 1          | Cruzeiro FC        | Complejo La Unión | 9 de septiembre | 11:00          |
| Atlético Kin | 0 - 1          | Atlético Saquisilí | La Cocha          | 9 de septiembre | 15:00          |
| Libre:       | Latacunga City | Latacunga City     | Latacunga City    | Latacunga City  | Latacunga City |

| La Unión       | 5 - 2              | Atlético Kin       | Complejo La Unión  | 13 de septiembre   | 11:00              |
| Latacunga City | 1 - 4              | Cruzeiro FC        | La Cocha           | 13 de septiembre   | 12:00              |
| Libre:         | Atlético Saquisilí | Atlético Saquisilí | Atlético Saquisilí | Atlético Saquisilí | Atlético Saquisilí |

| Cruzeiro FC        | 0 - 1    | Atlético Kin   | La Cocha | 19 de septiembre | 11:00    |
| Atlético Saquisilí | 1 - 1    | Latacunga City | La Cocha | 19 de septiembre | 15:30    |
| Libre:             | La Unión | La Unión       | La Unión | La Unión         | La Unión |

### Segunda vuelta
| Atlético Saquisilí | 3 - 0        | Cruzeiro FC    | La Cocha          | 26 de septiembre | 15:00        |
| La Unión           | 1 - 0        | Latacunga City | Complejo La Unión | 27 de septiembre | 11:00        |
| Libre:             | Atlético Kin | Atlético Kin   | Atlético Kin      | Atlético Kin     | Atlético Kin |

| La Unión       | 0 - 1       | Atlético Saquisilí | Complejo La Unión | 4 de octubre | 11:00       |
| Latacunga City | 1 - 5       | Atlético Kin       | La Cocha          | 4 de octubre | 12:00       |
| Libre:         | Cruzeiro FC | Cruzeiro FC        | Cruzeiro FC       | Cruzeiro FC  | Cruzeiro FC |

| Cruzeiro FC        | 1 - 2          | La Unión       | La Cocha       | 10 de octubre  | 11:00          |
| Atlético Saquisilí | 3 - 2          | Atlético Kin   | La Cocha       | 10 de octubre  | 15:30          |
| Libre:             | Latacunga City | Latacunga City | Latacunga City | Latacunga City | Latacunga City |

| Cruzeiro FC  | 3 - 0              | Latacunga City     | La Cocha           | 14 de octubre      | 11:00              |
| Atlético Kin | 1 - 4              | La Unión           | La Cocha           | 14 de octubre      | 15:30              |
| Libre:       | Atlético Saquisilí | Atlético Saquisilí | Atlético Saquisilí | Atlético Saquisilí | Atlético Saquisilí |

| Atlético Kin   | -        | Cruzeiro FC        | No se programó | No se programó | No se programó |
| Latacunga City | -        | Atlético Saquisilí | No se programó | No se programó | No se programó |
| Libre:         | La Unión | La Unión           | La Unión       | La Unión       | La Unión       |

### Tabla de resultados cruzados
| Local \ Visitante  | KIN | UNI | CRU | SAQ | LAT |
| ------------------ | --- | --- | --- | --- | --- |
| Atlético Kin       | —   | 1–4 | —   | 0–1 | 4–1 |
| La Unión           | 5–2 | —   | 3–1 | 0–1 | 1–0 |
| Cruzeiro F. C.     | 0–1 | 1–2 | —   | 2–4 | 3–0 |
| Atlético Saquisilí | 3–2 | 1–0 | 3–0 | —   | 1–1 |
| Latacunga City     | 1–5 | 0–0 | 1–4 | —   | —   |

### Campeón
|                                                                                          |
| Club Atlético Saquisilí 3.er título Clasifica a los zonales de la Segunda Categoría 2020 |
| También clasifica Club La Unión como vicecampeón.                                        |